# Polska Korporacja Akademicka Związek Akademików Gdańskich Wisła
Polska Korporacja Akademicka Związek Akademików Gdańskich Wisła – Korporacja akademicka powstała w Gdańsku 24 maja 1913 r. jako pierwsza organizacja zrzeszająca polskich studentów w Szkole Technicznej (późniejsza Politechnika Gdańska). Początkowo znana jako Związek Akademików Gdańskich, w grudniu 1918 zmieniono nazwę na Związek Akademików Gdańskich Wisła, zaś 29 czerwca 1921 przekształcona w Polską Korporację Akademicką ZAG Wisła. Była najstarszą polską korporacją w Gdańsku.

## Historia

### Początki
Korporacja powstała na bazie zrzeszających się Polaków studiujących na Królewskiej Wyższej Szkole Technicznej w Gdańsku. W 1913 powstał Związek Akademików Gdańskich, do którego nazwy, aby jeszcze podkreślić związek z ojczyzną dodano po wojnie, w 1918, człon „Wisła”. ZAG stawiał sobie za cel wychowanie studiujących na politechnice Polaków w duchu narodowym, prowadzenie działalności kulturalnej oraz oświatowej wśród miejscowej Polonii i Kaszubów. Początkowo związek był zwykłym stowarzyszeniem zrzeszającym wszystkich Polaków. Statut z 1919 odzwierciedlał „ustrój i ideologię przedwojennego ZAG”, ale przy tym nosił już wszystkie charakterystyczne cechy statutów korporacyjnych. Wreszcie 28 czerwca 1921 roku oficjalnie Związek Akademików Gdańskich Wisła przekształcił się w pełnoprawną korporację, pierwszą z polskim żywiołem w Gdańsku.

### Dwudziestolecie międzywojenne
W okresie międzywojennym ZAG Wisła była jednym z ważniejszych stowarzyszeń działających na rzecz polskości Gdańska i jego polskich mieszkańców. Jako największa, licząca stale kilkudziesięciu zaangażowanych naukowo i społecznie studentów polska korporacja akademicka w mieście była animatorem i pomysłodawcą wielu wydarzeń społecznych integrujących polską mniejszość w Gdańsku.
Działalność Wisły, jak i pozostałych polskich korporacji w Gdańsku była utrudniona licznymi konfrontacjami z niemieckimi corpsami. Główna oś sporu między studentami polskimi i niemieckimi opierała się na tablicach informacyjnych w gmachu głównym PG. Tablice polskich korporacji były regularnie niszczone, usuwane i kradzione pomimo licznych skarg, protestów i interwencji polskich władz. Dochodziło również do licznych incydentów począwszy od obraźliwych gestów po akty wandalizmu i napady. Mimo tych przeciwności Wisła prowadziła aktywną działalność na rzecz polskiej młodzieży. Szczególne znaczenie miało wspieranie nowych studentów z Kaszub, dbając aby nie wstępowali w organizacje niemieckie i tym samym zapobiegając ich germanizacji. Istotnym aspektem działalności było podkreślanie polskości Gdańska i Kaszub poprzez edukację i liczne wycieczki krajoznawcze.
Aktywność ta łączyła się z podstawowymi ideami Wisły gdzie wartości narodowe, miłość do ojczyzny i przywiązanie do wiary Chrześcijańskiej były podstawą formacji dobrego Polaka i studenta. Poprzez pracę u podstaw Wisła miała na celu wychowanie i wykształcenie elit koniecznych do budowania silnej i bogatej Polski. Równie ważnym aspektem był więzy przyjaźci łączące akademików budowane przez wspólną naukę, pracę i zabawę czego kumulacją były okolicznościowe fidułki i rocznicowe komersze z których największe odbywały się w prestiżowym hotelu Danziger Hof.
Wisła aktywnie uczestniczyła w różnych organizacjach zrzeszających korporacje i studentów. Z jej inicjatywy powstała Gdańska Bratnia Pomoc, współtworzyła „Towarzystwo Pomocy Naukowej” wspierające polskich studentów zarówno logistycznie, jak i naukowo, współpracowała też z Macierzą Szkolną. Na polu wewnątrzkorporacyjnym wraz z Hellanią, Gedanią i Rosevią współtworzyła od 1924 Gdańskie Koło Międzykorporacyjne, a także była członkiem Związku Polskich Korporacji Akademickich, której zjazdy Rady Naczelnej dwukrotnie(1927, 1937) organizowała.. Była aktywna też międzynarodowo, za sprawą prezesa Adama Doboszyńskiego reprezentowała polskich studentów na Międzynarodowej Konferencji Studentów CIE (Confédération Internationale des Étudiants).
W 1924 roku utworzony został Związek Filistrów ZAG Wisła który zrzeszał założycieli i pierwszych filistrów którzy obronili dyplomy w 1921 r., przyjęto również do Związku grono zasłużonych działaczy Polonii Gdańskiej oraz ponad 100-osobowe koło Karlsruheńczyków – polskich absolwentów uczelni technicznej w Karlsruhe.
Z okazji 25–lecia korporacji w dniach 1–3 lipca 1938 odbył się zjazd Związku Filistrów ZAG Wisła. Uroczystość rozpoczęła msza św. w kościele św. Stanisława we Wrzeszczu. Wzięłi w niej udział przedstawiciele wszystkich zaproszonych korporacji ze sztandarami. Wśród nich były korporacje: Aquilonia, Baltia i estońska Wäinla, delegacje korporacji „Scyhtia” ze Lwowa, „Polesia” z Wilna, „Posnania” i  „Gedania Posnaniensis” z Poznania, a także miejscowe konwenty: „Rosevia” i „Gedania. Po mszy w hotelu Danziger Hof odbyła się akademia podczas której wysłuchano przygotowanych wykładów, występów chóru i koncertu skrzypcowego. Po akademii zaproszono uczestników na obiad. W drugim dniu zaplanowano obrady w siedzibie korporacji Wisła, a wieczorem dansing do którego przygrywała orkiestra Marynarki Wojennej z Gdyni. W trzecim dniu zaproszono uczestników na wycieczkę po Gdańsku, Sopocie i Oliwie, a wieczorem na komersz w hotelu Danziger Hof. 

### Współczesność
W III RP korporacja wznowiła działalność dzięki wielkiej ofiarności ostatnich żyjących filistrów i kartelowej Aquilonii 29 czerwca 2006. Obecnie korporacja zrzesza studentów wszystkich uczelni wyższych w Gdańsku jednak dalej jest szczególnie związana ze swoją alma mater Politechniką Gdańską. Symboliczna jedność z politechniką wyraziła się w komerszu 100-lecia założenia ZAG Wisły który odbył się 28 czerwca 2013 na dziedzińcu gmachu głównego politechniki. W tym samym miejscu gdzie poprzednie pokolenia wiślaków, na czele z założycielami, spędzali przerwy między zajęciami. Korporanci są obecni przy różnych ważnych dla uczelni i społeczności lokalnej wydarzeniach, stojąc na straży tradycji i wspierając swoimi siłami różne inicjatywy społeczne. Na korporacyjnej kwaterze odbywają się spotkania integrujące studentów oraz prelekcje prowadzone przez członków i zaproszonych gości zarówno z zakresu nauk społeczno-politycznych jak i zagadnień technicznych. Obok działalności zewnętrznej trwa życie wewnętrzne korporacji poprzez spotkania organizacyjne, wzajemną pomoc i samokształcenie, wspólne wyjazdy, sport i świętowanie fidułek i komerszy. Wszystko w celu pogłębiania przyjaźni i rozwoju osobistego przez wspólną pracę dla Polski.

## Insygnia i Odznaki

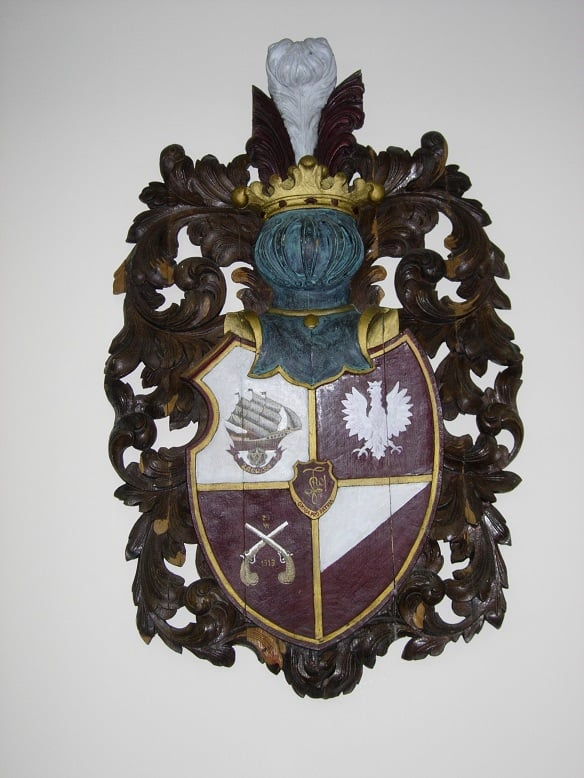
Oryginalny przedwojenny herb ZAG Wisła

Do symboli ZAG wisły należą charakterystyczne dla każdej korporacji atrybuty: banda, cyrkiel, dekiel, dewiza i herb.
- Barwy: biało-amarantowe.

- Banda: Szarfa z biało-amarantowej tkaniny ze złotą obwolutą, przewieszana, odwrotnie niż w większości korporacji z lewego ramienia na prawy bok. Jest także elementem dekla. Banda fuksowska składa się tylko z koloru amarantowego.

- Cyrkiel – stylizowany monogram składający się z pierwszych liter wyrazów Wisła– W, łacińskiego zawołania Vivat, Crescat, Floreat – VCF (Niech Żyje, Wzrasta, Rozkwita) i wykrzyknika symbolizującego gotowość do obrony honoru, wierność swojej korporacji oraz zdolność do poświęceń. Znajduje się zarówno na herbie, deklu jak i pieczątce korporacji.

- Dekiel – element stroju korporanta. Wiślacki dekiel to amarantowa rogatywka z czarnym daszkiem, u góry naszyty jest srebrny cyrkiel korporacji. Naokoło czapki znajduje się biało-amarantowa banda.

- Dewiza – zawołaniem korporacji ZAG Wisła jest paremia rzymska Omnia pro Patria co znaczy  "Wszystko dla Ojczyzny".

- Herb – korporacyjny herb znajduje się na tarczy rycerskiej podzielonej na 5 pól:

a)pole (górne lewe) okręt (żaglowiec gdański) z emblematami technicznymi (koło zębate, trójkąt, cyrkiel) i napis „ZAG Wisła” na tle białym.
b)pole(górne prawe) orzeł polski na tle amarantowym
c)pole (dolne lewe) dwa skrzyżowane pistolety na tle amarantowym z datą założenia Związku 29 VI 1913
d)pole (dolne lewe) biało-amarantowe barwy korporacji.
Pomiędzy nimi na środku znajduje się jeszcze jedna mała tarcza z cyrklem i dewizą korporacyjną OMNIA PRO PATRIA.

## Zasłużeni członkowie

### Filistrzyhonoris causa
- Henryk Strasburger – komisarz generalny RP w Wolnym Mieście Gdańsku, kierownik i minister w Ministerstwie Przemysłu i Handlu w gabinetach Antoniego Ponikowskiego, Juliana Nowaka i Władysława Sikorskiego.
- Mieczysław Marchlewski – konsul generalny Rzeczypospolitej Polskiej w Nowym Jorku, w Królewcu 1936, w Wenezueli 1936–1942, w Meksyku 1942–1945.

### Założyciele
- Franciszek Fojut (1886–1940), pierwszy prezes ZAG Wisła,
- Edward Reszke (1886–1959)
- Medard Męczykowski (1888–1939)
- Józef Iwicki (1891–1988)
- Bronisław Bukowski (1893–1965)
- Franciszek Głowacki (1892–1980)
- Brunon Litewski,
- Alojzy Wróblewski,
- Hipolit Zimny (1892–1913)
- Edmund Zieleniewski (1893–1971).

### Pozostali zasłużeni
- Kazimierz Bieliński (1897–1939), inż. elektryk, dyrektor Miejskich Zakładów Elektrycznych w Gdyni
- Fryderyk Bluemke (1903–1962), inż. tech., konstruktor silnika do samochodu „Syrena”
- Stanisław Błaszkowiak (1893–1975), inż. bud., budowniczy kolei i mostów, profesor Politechniki Gdańskiej
- Bronisław Bukowski (1893–1965) inż. bud., specjalista technologii żelbetownictwa, twórca polskiej szkoły technologii betonu, profesor Politechniki Gdańskiej
- Włodzimierz Choynowski (1885–1952), inż., prezes Państwowego Urzędu Patentowego w II RP i PRL
- Adam Doboszyński (1904–1949), inżynier, polityk, pisarz, dramaturg, żołnierz
- Brunon Dudziński (1909–1988) inżynier, pracownik PG, prowadził odbudową gdańskiej starówki, autor projektu przebudowy gdańskiej Opery i Filharmonii
- Kazimierz Dzwonkowski (1906–1990) inżynier, współzałożyciel i prezes Aeroklubu Gdańskiego, lekkoatletyczny mistrz Polski, pracownik Instytutu Badań Technicznych Lotnictwa, por. rez. pilot, w czasie wojny więzień obozu w Stutthofie 1944–1945
- Krystian Eyman (1909–1984) absolwent Wydziału Budownictwa Lądowego PG 1927–1934, w wojnie obronnej 1939 zastępca dowódcy 3 Kompanii 2 Batalionu Samodzielnego Zgrupowania Saperów, w konspiracji w AK (dowódca 316 plutonu w obwodzie Wola), po wojnie asystent PG, od 1953 wykładowca PW, prof. zw., autor kilkudziesięciu publikacji oraz 9 patentów
- Alojzy Farnik (1906–1960) dr inż. chem., dyrektor naczelny Huty Baildon, po 1956 pracownik naukowy Instytutu Metalurgii Żelaza w Gliwicach
- Franciszek Farnik (1893 – lata 60.) inż. chem., współorganizator Bratniej Pomocy Studentów PG, po studiach pracował na Śląsku, dyrektor naczelny Huty Baildon, poseł na Sejm PRL, wysokiej klasy specjalista produkcji wysokogatunkowej stali
- Ryszard Fiedler (1905–1988) inż. elektryk, główny energetyk w “Hucie Pokój”, dyrektor Przedsiębiorstwa Robót Elektrycznych w Katowicach
- Leonard Garbolewski (1909–1960) inż. elektryk, pracownik Katedry Elektrycznej Rolnictwa PG
- Janusz Goetzendorf-Grabowski (1902–1968) inż. chemik, kierownik techniczny Fabryki Celulozy i Papieru „NATRONAG” w Kaletach, dyrektor naczelny Krapkowickich Zakładów Papierniczych w Kaletach, generalny projektant budowanej w Ostrołęce Fabryki Celulozy i Papieru, dyrektor Centralnego Biura Technicznego Przemysłu Papierniczego w Łodzi, główny specjalista ds. energetyki w Biurze Projektowym Przemysłu Papierniczego, autor szeregu publikacji fachowych publikowanych w „Przeglądzie Papierniczym”, współautor „Poradnika Papiernika” oraz pierwszej książki – podręcznika, obejmującej całość zagadnień związanych z produkcją celulozy pt. „Produkcja celulozy z drewna”
- Juliusz Hebel (1915–1996) absolwent Wydziału Budowy Okrętów PG 1936–1939, kierownik Inspektoratu Rybołówstwa Morskiego w Gdańsku 1945, dyrektor „Dalmoru” w Gdyni, dyrektor Zjednoczenia Gospodarki Morskiej i rybołówstwa w Szczecinie
- Alfons Hoffmann (1885–1963), inżynier, Pomorskiej Elektrowni Krajowej Gródek S.A.
- Stanisław Lenczewski (1915–1986) absolwent Wydziału Elektrycznego PG 1936–1939, poseł na Sejm PRL VI kadencji, wiceprezydent Gdańska(1946–1947), wicewojewoda Gdański, działacz rzemieślniczy, m.in. członek SD, członek Prezydium CK SD oraz wiceprzewodniczący CK SD, Honorowy Przewodniczący Krajowej Rady Rzemiosła
- Roman Lipowicz (1900–1991) prof. mgr inż. mech. specjalista technologii chłodnictwa, profesor Politechniki Gdańskiej
- Jan Tadeusz Piasecki (1903–1981) prof. mgr inż. elektryk, wykładowca PG 1946–1974, prof. nadzw. 1962
- Stefan Przanowski (1874–1938) inż. mech., przemysłowiec, Minister RP
- Mieczysław Rodkiewicz (1903–1987) prof. inż. elektryk, specjalista z dziedziny elektrotechniki, trakcji elektrycznej, profesor nadzwyczajny Politechniki Gdańskiej.
- Kazimierz Rodowicz (1885–1951) prof. inż. budownictwa wodnego, profesor Politechniki Warszawskiej
- Stanisław Rodowicz (1883–1940) inż. tech. uczestnik wojny polsko-bolszewickiej 1920, rzeczoznawca i doradca w sprawach technicznych w ministerstwach, instytucjach państwowych i samorządowych, izbach przemysłowo-handlowych, fabrykach, m.in. dyrektor Komitetu Chłodnictwa w Ministerstwie Przemysłu i Handlu 1930–1935, prezes Stowarzyszenia Techników Polskich 1929–1932, major rezerwy Wojska Polskiego, zamordowany przez NKWD w Katyniu
- Leopold Skulski (1877–1940), inż. chemik, polityk, Prezes Rady Ministrów
- Jan Zbigniew Śmidowicz (1911–1994) inż. arch. brał udział w obronie Gdyni i Oksywia, po upadku Oksywia przedostał się do WP we Francji, a po upadku Francji w Wielkiej Brytanii, z początkiem 1941 na Bliskim Wschodzie do Bagdadu, Palestyny i Egiptu, od 1943 oficer sztabowy w II Korpusie PSZ gen. Władysława Andersa, brał udział m.in. w bitwie o Monte Casino i pod Ankoną, po wojnie ukończył studia na Wydziale Architektury Uniwersytetu Sheffield
- Tadeusz Felicjan Śmidowicz (1906–1978) inż. bud. podlegały mu m.in. budowy zapór wodnych w Solinie, w Dębem na Zalewie Zegrzyńskim, we Włocławku na Wiśle, budowa suchego doku w stoczni w Gdyni
- Tadeusz Tołwiński (1887–1951) – inż. architekt, przedstawiciel neobaroku i modernizmu, urbanista, historyk i teoretyk urbanistyki, profesor Politechniki Warszawskiej; autor planów regulacyjnych Warszawy (1916), planu odbudowy Kalisza (1916), projektu gmachu Muzeum Narodowego w Warszawie (1924), przewodniczący Wydziału Konserwatorskiego Towarzystwa Opieki nad Zabytkami Przeszłości
- Andrzej Voellnagel (1919–1998) inż. mech. student Wydziału Budowy Maszyn PG 1938–1939, studia ukończył po wojnie PŁ 1950, po studiach główny mechanik w Miejskim Przedsiębiorstwie Taksówkowym wykładowca w Technikum Mechanicznym w Hanoi 1950–1958, wieloletni red. naczelny kwartalnika „Przegląd Techniki Brytyjskiej” i „Polish Engineering Review”, od 1976 tłumacz i autor wielu publikacji technicznych, znany artysta-fotografik
- Stanisław Weil (1875–1944) prof. UW inż. chem. organizator i pierwszy dyrektor Państwowego Instytutu Farmaceutycznego, od 1921 wykładowca UW, organizator i reformator studiów farmaceutycznych, autor prac monograficznych i podręczników, zginął w powstaniu warszawskim.
- Józef Zawadzki (1886–1951), inżynier, Rektor Politechniki Warszawskiej[12]

## Kartele
Korporacja związana jest braterskimi kartelami z:
- Aquilonia (1915), kartel wieczysty od 1928,
- Baltia (1921), kartel wieczysty od 1924,
- D.E.Ü.S Wäinla (1922), estońska korporacja, kartel wieczysty od 1927.